# Aleksandra Potanina
Alexandra Viktorovna Potanina (Gorbatov, 25 de enerojul./ 6 de febrero de 1843greg.-Zhuo-Hua, China; 19 de septiembrejul./ 1 de octubre de 1893greg.) fue una geógrafa y exploradora rusa que viajó e investigó en las áreas de Asia Central, una de las primeras mujeres en ser admitida como miembro de la Sociedad Geográfica Rusa.

## Carrera
Junto a su marido, Grigori Potanin, realizó cuatro expediciones a Asia Central:
- Al noroeste de Mongolia (1876 - 1877)
- Zaisan del valle Negro Irtysh (1879 - 1880)
- El norte de China, Tíbet y Mongolia central (1884 - 1886)
- El estudio de la meseta tibetana, cruzando el desierto de Gobi (1892 - 1893)

Durante la última expedición, Potanina cayó gravemente enferma y murió el 19 de septiembre de 1893 cerca de la ciudad de Zhuo-Hua en el camino a Shanghái. Hay un monumento sobre su tumba.
El trabajo de investigación que realizó sobre los pueblos de Asia Central fue una valiosa contribución a la ciencia de la geografía. Se convirtió en una de las primeras mujeres admitidas en la Sociedad Geográfica Rusa.
En 1887, por su obra Buriatia, Aleksandra Potanina recibe la Gran Medalla de Oro de la Sociedad Geográfica Rusa.

## Reconocimientos
El cráter de Venus, Potanina, fue nombrado en su honor. En las montañas de Altái mongol, un glaciar se denomina Alexandrine, por el nombre de la aventurera.